# Grabice (województwo lubuskie)
Grabice (niem. Reichersdorf, łuż. Rychartojce) – wieś w Polsce położona w województwie lubuskim, w powiecie krośnieńskim, w gminie Gubin.
W latach 1954–1972 wieś należała i była siedzibą władz gromady Grabice. W latach 1973–1976 miejscowość była siedzibą gminy Grabice. W latach 1954–1972 wieś należała i była siedzibą władz gromady Grabice. W latach 1975–1998 miejscowość administracyjnie należała do województwa zielonogórskiego.
Miejscowość położona 10 km na południe od Gubina, na skrzyżowaniu drogi wojewódzkiej nr 285 z drogą powiatową Czarnowice – Mielno, liczy około 330 mieszkańców.

## Historia
Pierwsza wzmianka o wsi Grabice pochodzi z 1158 roku. W 1449 roku wieś nosiła nazwę Reichartstorff. Najpierw należała do gubińskiego klasztoru (Kloster vor Guben), następnie w XVII wieku do rozmaitych rodzin szlacheckich, a na koniec od roku 1845 do rodziny Friedricha Wilhelma Reimnitza. Grabice to wieś w typie zabudowy zwanej wielodrożnicą, charakteryzująca się zabudową kalenicową i szczytową z okresu XIX i XX wieku. Od roku 1870 do 1875 posiadłość została częściowo podzielona i w 1928 roku definitywnie sprzedana. Do wsi obok folwarku, należała gospoda, wiatrak, oraz plantacja owoców o której istnieniu napomknięto podczas pierwszej wzmianki w dokumentach. Powstał również w XVIII wieku jednopiętrowy dwór, który był przebudowany w XIX wieku i na początku XX. W 1939 roku Grabice liczyły 300 mieszkańców.
We wsi znajduje się pomnik przyrody – dąb szypułkowy, obwód 750 cm. W 1948 roku w Grabicach była cegielnia parowa w której wypalano 200 000 sztuk cegieł dziennie, a która w 1961 roku uległa likwidacji.

### Zabytki
Do wojewódzkiego rejestru zabytków wpisany jest:
- dwór – pałac klasycystyczny z XVII/XVIII wieku, ceglany, wzniesiono pod koniec XVIII wieku. To parterowa, podpiwniczona budowla założona na planie prostokąta, nakryta dachem mansardowym. W środku zachodniej elewacji frontowej znajduje się piętrowy ryzalit. Umieszczono w nim poprzedzone tarasem i schodami wejście główne. Bardzo skromny detal architektoniczny zdobi elewacje[13]. Prawdopodobnie dwór był kilkakrotnie remontowany, jednak nie spowodowało to znaczniejszych przekształceń jego bryły. W czasie jednej z dwudziestowiecznych modernizacji zamurowano część okien i zbudowano nowszą facjatę w elewacji frontowej[4].